# Karl Pfeffer-Wildenbruch
Karl Pfeffer-Wildenbruch (Kalkberge, 1888. június 12. – Bielefeld, 1971. január 29.) német katonatiszt az első világháborúban, majd tiszt az SS-ben a második világháború idején. A budapesti csata idején a német csapatok főparancsnoka volt.

## Élete
Iskoláinak elvégzése után katonai iskolába iratkozott. 1907-ben végzett hadnagyi rangban. 1908 – 1911 között a berlini Katonai Műszaki Iskolához volt beosztva.
Az első világháború idején egy üteg parancsnoka volt, majd vezérkari tiszt lett. Colmar von der Goltz tábornagy alatt szolgált Bagdadban, majd miután a város elesett, hazavezényelték Németországba, ahol a 11. Tüzérhadosztály vezérkari tisztje lett.
A háború után, 1919-ben a rendőrséghez jelentkezett, amelynek kötelékében Osnabrück és Magdeburg rendőr-főparancsnoka lett. 1928 – 1933 között Santiago de Chilében teljesített szolgálatot.
1933 júniusától ezredesként teljesített szolgálatot Frankfurt an der Oderben, majd 1936-tól a rendőrakadémiák főinspektora volt, 1937-től vezérőrnagyi rangban. 1939-ben jelentkezett az SS-be, ahol SS-Brigadeführerként a vezérkarban szolgált.
1939 végén megbízták a 4. SS rendőrhadosztály vezetésével, egyúttal megkapta az SS-Gruppenführer rendfokozatot is. A Franciaország elleni hadjáratot követően hazatért, majd 1941-ben kinevezték a rendőrség főparancsnokának. 1943 októberében átvette a VI. SS hadtest parancsnokságát SS-Obergruppenführer rangban.
1944 decemberében a IX. SS hegyihadtest parancsnokává nevezték ki, amelynek székhelye Budapesten volt. Hitler őt bízta meg a város védelmével, kijelentve, hogy semmilyen körülmények között nem adhatja fel a várost. A védelmet magyar részről Hindy Iván vezette.
A szovjet csapatok december 24-én vették ostrom alá a várost. Budapest védői 49 napig álltak ellen. A védők végül is a tarthatatlan helyzet miatt 1945. február 11-én Hitler tiltása ellenére megkíséreltek kitörni a városból, de ez kudarcba fulladt, Wildenbruch és Hindy pedig bevárva a szovjeteket, fogságba estek. Wildenbruch ezenkívül súlyosan meg is sebesült.
Miután felépült, 1949. augusztus 10-én a szovjetek 25 év kényszermunkára ítélték. 1955 októberében szabadon engedték, az NSZK-ban telepedett le. 1971. január 29-én hunyt el autóbalesetben.